# Crédit Agricole
Grupa Crédit Agricole – francuska sieć banków spółdzielczych, która w 1990 r. przekształciła się w międzynarodową grupę bankową. Crédit Agricole był początkowo spółdzielczą kasą rolników i z tego powodu jest często nazywany Zielonym Bankiem (fr. Banque verte).

## Grupa Crédit Agricole[1]
Grupa bankowa Crédit Agricole składa się z sieci lokalnych banków Crédit Agricole (2242), 39 regionalnych banków Crédit Agricole i spółki Crédit Agricole S.A.
W Polsce Grupa Crédit Agricole jest obecna od 2001 roku, kiedy przejęła 75% akcji LUKAS Banku. 10 lat później LUKAS Bank zmienił swoją nazwę na Credit Agricole Bank Polska Spółka Akcyjna.

### Rating długoterminowy
- A S&P Global Ratings 25.10.2017 (perspektywa pozytywna).
- A1 Moody’s 19.07.2016 (perspektywa stabilna).
- A+ Fitch Ratings 14.12.2017 (perspektywa stabilna).
- AA Niski DBRS 29.09.2017 (perspektywa stabilna).

### Grupa Crédit Agricole w liczbach
- 49 krajów.
- 52 mln klientów.
- 139 tys. pracowników.
- 6,5 mld EUR zysku netto.
- 102,3 mld EUR kapitału własnego.
- 14,9% Wskaźnik Tier 1.

### Spółki Grupy Crédit Agricole w Polsce
- Credit Agricole Bank Polska
- Credit Agricole Ubezpieczenia
- Europejski Fundusz Leasingowy
- Carefleet
- EFL Finance
- Eurofactor
- EFL Service
- Amundi Asset Management
- Credit Agricole Auto Bank

## Historia[2]
W drugiej połowie XIX wieku francuscy rolnicy zmagali się z trudnościami związanymi z uzyskaniem długoterminowego, elastycznego i niedrogiego kredytu. Podejmowano kilka prób założenia banków rolnych, w tym Crédit Foncier de France w 1861 roku, ale nie powiodła się żadna z nich.

### Narodziny Crédit Agricole, utworzenie lokalnych i regionalnych banków (1894–1900)
W 1884 roku wydano we Francji ustawę umożliwiającą tworzenie związków zawodowych, która zezwalała m.in. na tworzenie związków rolniczych i zakładanie lokalnych banków wzajemnych. Historia Crédit Agricole rozpoczęła się 23 lutego 1885, kiedy powstała pierwsza kasa lokalna (Société de Crédit Agricole) w miejscowości Salins-les-Bains.
Dzięki ustawie z 5 listopada 1894 r., którą poparł minister rolnictwa Jules Méline, droga do utworzenia lokalnych banków stała otworem. Pierwsze regionalne banki zostały założone przez lokalne elity, w tym agronomów, nauczycieli i właścicieli nieruchomości.

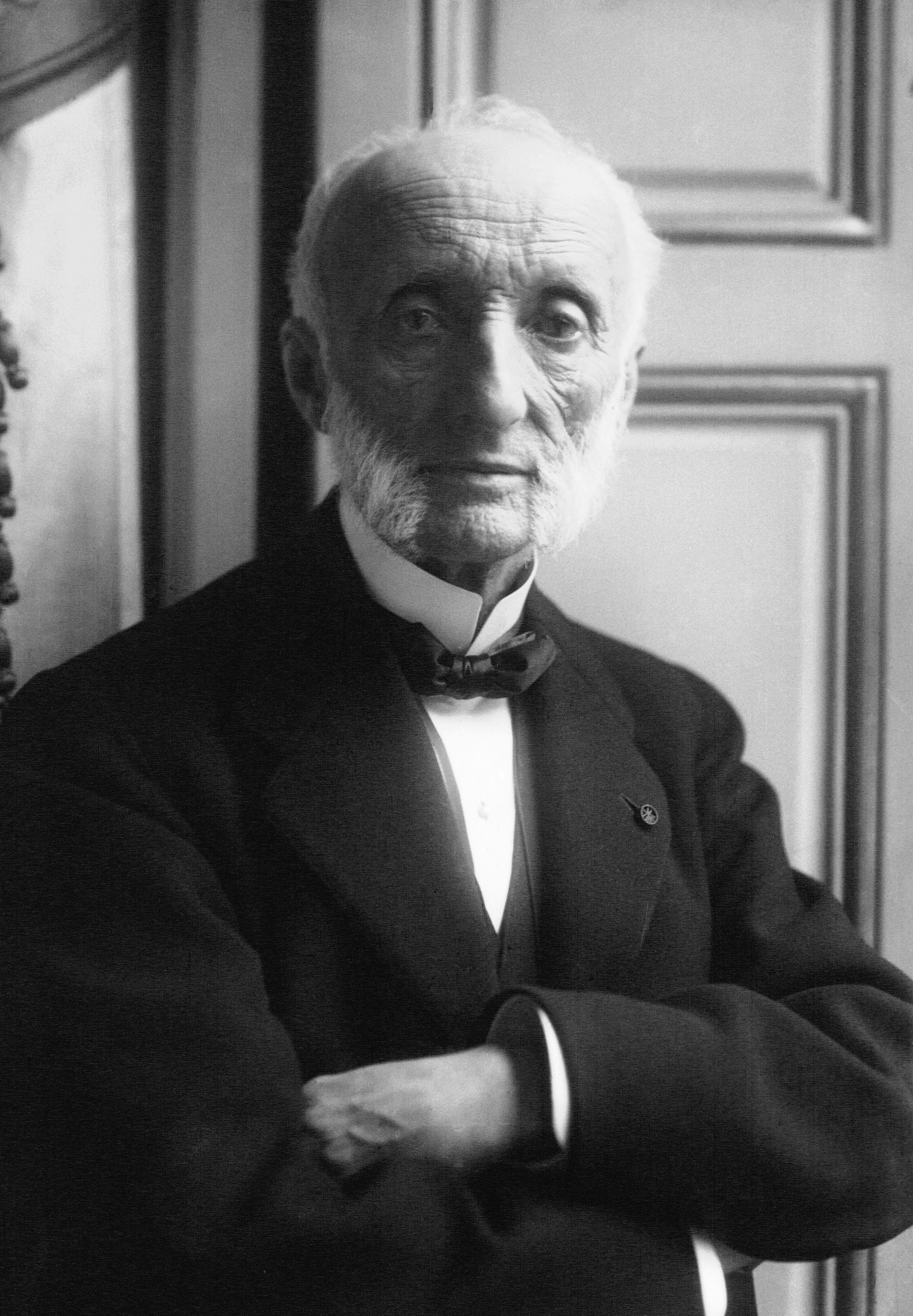
Jules Méline

W pierwszych latach działalności gospodarczej lokalne banki zajmowały się wyłącznie krótkoterminowymi pożyczkami udzielanymi w formie zaliczek na żniwa. Pożyczki średnio- i długoterminowe zostały wprowadzone później, co umożliwiło zakup sprzętu i inwentarza żywego.
Ustawa z 1894 r. nie przyniosła żadnych korzyści finansowych, a lokalne banki wkrótce stanęły w obliczu problemów finansowych, takich jak brak kapitału i niewystarczające zabezpieczenie ze strony drobnych rolników. Dopiero w 1897 r. rząd zajął się tymi problemami, wymagając od Banque de France zapewnienia finansowania dla Crédit Agricole poprzez dotację w wysokości 40 mln franków w złocie i roczną opłatę w wysokości 2 mln franków.

### Budowa ogólnokrajowego zasięgu (1900–1945)
Na początku XX wieku powstawało coraz więcej banków lokalnych i regionalnych. W przeddzień I wojny światowej każdy region we Francji miał co najmniej jeden bank. Rząd zapewniał trzy czwarte środków finansowych, a pożyczki krótkoterminowe wciąż stanowiły lwią część działalności gospodarczej, pomimo upoważnienia do udzielania pożyczek długoterminowych udzielonego na mocy ustaw z 29 grudnia 1906 r. i 19 marca 1910 r.
W latach 20. bank kontynuował budowę zasięgu ogólnokrajowego i rozszerzanie działalności gospodarczej, zwłaszcza poprzez wprowadzenie w 1920 roku pożyczek dla drobnych rzemieślników wiejskich, finansowanie elektryfikacji obszarów wiejskich i (od 1923 roku) finansowanie władz lokalnych na obszarach wiejskich.
Ustawa z dnia 5 sierpnia 1920 r. nadała większą niezależność ówczesnemu departamentowi kredytowemu podlegającemu bezpośrednio Ministerstwu Rolnictwa i ustanowiła centralną organizację rozliczeniową banków regionalnych. W ten sposób utworzono Krajowe Biuro Kredytu Rolnego (Office National de Crédit Agricole) z Louisem Tardy na stanowisku dyrektora generalnego. W 1926 r. instytucja została przemianowana na Krajową Kasę Kredytu Rolnego (Caisse Nationale de Crédit Agricole (CNCA)).
Banki lokalne i regionalne nie wyszły z kryzysu z 1930 r. bez szwanku. W tym czasie CNCA pomagało najbardziej narażonym bankom. W 1935 roku utworzono wspólny fundusz zabezpieczania depozytów. W następnym roku Crédit Agricole zapewnił dodatkowe wsparcie, finansując zapasy pszenicy. Zastosowane mechanizmy płatności przyczyniły się do popularyzacji czeków i rachunków bankowych na obszarach wiejskich.

### Okres powojenny i utworzenie Krajowej Federacji Rolniczej (1945–1966)
W celu sfinansowania powojennej odbudowy i zachęcenia do mechanizacji rolnictwa CNCA zintensyfikowała przyjmowanie depozytów. Banki regionalne otworzyły wiele biur, a ich liczba wzrosła z 1000 w 1947 r. do 2259 w 1967 r.
W 1948 roku powstała Krajowa Federacja Rolnicza (Fédération Nationale du Crédit Agricole (FNCA)), której zadaniem było reprezentowanie regionalnych banków Crédit Agricole wobec władz publicznych. Odegrała ona również rolę w szkoleniu personelu i stopniowym poszerzaniu wiedzy fachowej Crédit Agricole.
W 1959 r. Crédit Agricole otrzymał zezwolenie na finansowanie pożyczek na zakup nieruchomości na obszarach wiejskich, niezależnie od statusu właściciela (nawet nierolnika). Dystrybucja obligacji długoterminowych utworzonych w 1950 r. umożliwiła Crédit Agricole samofinansowanie (od 1963 r.). Przepływy finansowe między rządem a bankiem uległy odwróceniu, teraz to Crédit Agricole przesyła depozyty do Skarbu Państwa.
W dalszych latach Crédit Agricole kontynuowało modernizację, przyjmując nowych kierowników (zarówno w bankach regionalnych, jak i w CNCA). W 1960 r. pierwszym prezesem CNCA, który wywodził się z rolnictwa został Paul Driant. Pozostawał na tym stanowisku przez 14 lat.

### Narodziny banku uniwersalnego (1966–1988)
W 1966 roku francuski rząd, w ramach starań o zwiększenie oszczędności i usunięcie Crédit Agricole ze swojego budżetu, przyznał CNCA autonomię finansową. Wpływy z oszczędności nie przechodziły już przez Skarb Państwa, a CNCA była obecnie odpowiedzialna za zrównoważenie nadwyżek i deficytów banków regionalnych. Ustawa o obszarach wiejskich z 1971 roku rozszerzyła potencjalne źródła finansowania Crédit Agricole na strefy wiejskie i na nowych klientów, takich jak rzemieślnicy i producenci żywności. Następnie rozpoczęto udzielanie pożyczek dla MŚP.
Reforma bankowa z 1966 r. umożliwiła CNCA oferowanie gospodarstwom domowym takich samych produktów jak te dostarczane przez inne banki, w tym rachunków oszczędnościowych i planów oszczędnościowych. Mimo że oferta Crédit Agricole skierowana była wyłącznie do rolników, firma nie poniosła strat z powodu migracji ludności wiejskiej do miast. Sieć silnie rozwiniętych placówek nastawiona jest wprawdzie na obsługę klientów wiejskich, jednak „nowi” mieszkańcy miast lub byli rolnicy, stojąc przed wyborem banku, często decydowali się na Crédit Agricole.
Aby zaspokoić szczególne potrzeby CNCA pod koniec lat 60. zostały założone pierwsze spółki zależne: Union d’études et d’investissements (UI) utworzona w 1967 r. w celu dokonywania inwestycji kapitałowych; Segespar w celu zarządzania aktywami (w 1968 r.); Unicrédit w celu udzielania pożyczek producentom żywności (w 1971). Od 1967 roku Crédit Agricole rozpoczęło dystrybucję produktów oszczędnościowych na zakup nieruchomości, od 1972 roku rząd kredyty hipoteczne (regulowane przez rząd). W 1977 roku po raz pierwszy zostały udzielone przez bank kredyty na zakup nieruchomości.
W 1976 roku Grupa przyjęła hasło „le bon sens près de chez vous” („zdrowy rozsądek blisko domu”).
W 1979 roku Crédit Agricole otworzył swój pierwszy oddział zagraniczny w Chicago, sygnalizując tym samym rozpoczęcie ekspansji międzynarodowej. W tym samym roku magazyn The Banker zaliczył Crédit Agricole do wiodących banków na świecie. Podpisano również porozumienie międzybankowe, na mocy którego karty bankowe Crédit Agricole stały się częścią systemu carte bleue używanego przez inne banki.
W 1980 Crédit Agricole, podobnie jak ówczesna konkurencja, zwrócił się w stronę usług bankowo-ubezpieczeniowych (bancassurance). W 1986 rozpoczęła współpracę w zakresie ubezpieczeń na życie z firmą Predica. W 1990 podjął współpracę z firmą Pacifica w dziedzinie ubezpieczeń od szkód. W tamtym czasie, wielu zarządców kas lokalnych było jednocześnie zarządcami innej instytucji rolnej, firmy ubezpieczeniowej Groupama, co doprowadziło do rozmów o połączenie obu firm. Do fuzji jednak nie doszło.

### Międzynarodowa grupa bankowa (1988–2001)
W międzyczasie Krajowa Kasa Kredytu Rolnego przekształciła się w Crédit Agricole SA (CA SA) i stopniowo zwiększała zakres swej działalności na rynkach finansowych i zagranicznych. Spółka dokonała akwizycji lub przejęła kontrolne udziały w rozmaitych francuskich, włoskich (Intesa) i środkowo-wschodnio europejskich instytucjach finansowych.
W 1996 po zakupie spółki Indosuez na rynku pojawił się Indocam (zarządzanie aktywami; w 1999 r. przedsiębiorstwo zmieniało nazwę na CAAM – Crédit Agricole Asset Management) oraz CA-Indosuez, działający w obszarze bankowości inwestycyjnej.
18 stycznia 1988 r. weszła w życie ustawa o prywatyzacji CNCA. CNCA została przekształcona w spółkę akcyjną, w której 90% udziałów sprzedano bankom regionalnym, a 10% pracownikom. Crédit Agricole stało się w pełni niezależne od rządu. W 1990 roku Crédit Agricole straciło monopol na udzielanie niskooprocentowanych pożyczek rolnikom, a rok później, w 1991 roku, zezwolono na rozpoczęcie finansowania dużych korporacji.
Kontynuowano ekspansję międzynarodową, nabywając w 1989 roku udziały w Banco Ambrosiano Veneto we Włoszech oraz Banco Espirito Santo w Portugalii w 1991 roku.
Konsolidacja pomiędzy bankami regionalnymi rozpoczęła się oficjalnie w 1990 roku, w celu zmniejszenia kosztów. Celem było zmniejszenie o połowę liczby banków regionalnych, a cel ten został przekroczony na przełomie XXI wieku.
W 1993 r. Lucien Douroux, który kierował planem prywatyzacji banku, został pierwszym dyrektorem generalnym CNCA, mianowanym przez Crédit Agricole spośród obecnych pracowników.
W 1996 r. grupa nabyła Indosuez, a następnie utworzyła Indocam, spółkę zależną zajmującą się zarządzaniem aktywami (przemianowaną w 1999 r. na Crédit Agricole Asset Management) oraz Crédit Agricole Indosuez dla bankowości korporacyjnej i inwestycyjnej. W 1999 r. Grupa objęła udziały w nowo sprywatyzowanym Crédit Lyonnais i przejęła spółkę zajmującą się finansowaniem konsumentów – Sofinco.
W 2001 roku CNCA zadebiutowało na giełdzie pod nazwą Crédit Agricole S.A. Jednak zgodnie ze spółdzielczym statusem grupy, większość akcji pozostało w posiadaniu 44 kas regionalnych.

### Bank uniwersalny XXI wieku
W 2003 r. Crédit Agricole zakupił bank Le Crédit Lyonnais (od 2005 występujący pod nazwą LCL). W wyniku fuzji linii inwestycyjnej banku Crédit Lyonnais i CAI powstał bank inwestycyjny Calyon. Lata 2003–2005 przyniosły zakupy kolejnych przedsiębiorstw i włączenie do Grupy CA banku Crédit Lyonnais, działającego od tej pory pod marką LCL. Koszt operacji wyniósł 1,3 mld euro i umożliwił, począwszy od 2005 osiągnięcie wspólnego zysku w wysokości 663 mln euro. W chwili prywatyzacji Crédit Lyonnais w 1999 Ministerstwo Gospodarki i Finansów zdecydowało o utworzeniu Partnerskiego Konsorcjum Akcjonariuszy (Groupement d’Actionnaires Partenaires), zrzeszającego akcjonariuszy posiadających 33% udziałów w Crédit Lyonnais, w celu uniemożliwienia przejęcie spółki. Członkami konsorcjum zostali: Crédit Agricole (10%), Allianz (6%), Axa (5,5%), Commerzbank (4%), BBVA (3,75%), Banca Intesa (2,75%) oraz CCF (1%). Państwo zachowało dla siebie 10,9% udział, przeznaczony w perspektywie do sprzedaży.
Do końca 2002 Crédit Agricole, na czele ze swym Dyrektorem Generalnym, Jeanem Laurentem, podjął próby nawiązania współpracy z Crédit Lyonnais, zarządzanym przez Jeana Peyrelevade’a, który za wszelką cenę starał się utrzymać niezależność swego banku, zachowując podział na członków konsorcjum oraz państwo. Crédit Agricole nie udało się ostatecznie przejąć Crédit Lyonnais.
Pod koniec 2002 Francis Mer, nowy minister gospodarki zaproponował Crédit Agricole odstąpienie 10,9% udziałów Crédit Lyonnais po cenie 44 € za akcję. Dyrektor Generalny Crédit Agricole Jean Laurent odmówił: za akcję gotów był zapłacić najwyżej 42 €. W rezultacie, 23 listopada 2002 Francis Mer podjął decyzję o publicznej sprzedaży 10,9% udziałów. Crédit Agricole oferował 44 € za akcję, jednak właścicielem udziałów państwa został, kierowany przez Michela Peberéau’a, BNP Paribas, płacąc 58 € za akcję. BNP Paribas nabył na rynku dodatkowe 5%. W połowie grudnia 2002 r. René Carron zajął miejsce Marca Buégo na stanowisku prezesa zarządu Crédit Agricole i Crédit Agricole przystąpił do kontrataku, płacąc 55 € za akcje (fundusze spekulacyjne stawiały na giełdową walkę między Crédit Agricole i BNP o kontrolę nad Crédit Lyonnais). Doszło do publicznej sprzedaży akcji, w wyniku której Crédit Agricole dokonał akwizycji Crédit Lyonnais po cenie 56 € za akcję.
W 2006 r. Crédit Agricole dokonał zakupu czwartego greckiego banku, Emporiki, za 3,3 mld euro. Bank ten wykazał jednak w 2006 r. stratę (–234,7 mln €) i osiągnął dodatni wynik dopiero w 2007 r. (+73,4 mln €), ale z uwagi na kryzys subprime poniósł ponownie stratę w trzech pierwszych kwartałach 2008 r. (–121,3 mln €). Emporiki nie okazał się dochodowy dla Crédit Agricole: wysokość strat przewyższyła zysk, który spółka wykazała w latach 2006–2008.
W listopadzie 2007 r. Crédit Agricole przejął 14,99% kapitału hiszpańskiego banku Bankinter, zwiększając niebawem udział do 19,53%. Crédit Agricole wykazał tym samym chęć rozwijania działalności w rejonie śródziemnomorskim. Strategia te uważana była przez analityków finansowych za niepewną; wymagała bowiem dużego nakładu kapitału własnego. Plany te zostały pokrzyżowane, gdy historyczny akcjonariusz Bankintera, Jaime Bottin oraz Société Générale, tymczasowy sprzymierzeniec Hiszpana, sprzeciwili się przejęciu kontroli.
W latach 2007–2008 spośród francuskich banków, kryzys subprime dotknął najbardziej Crédit Agricole. Dyrektor Generalny banku inwestycyjnego Calyon, Marc Litzler, uczynił z papierów wartościowych opartych na długu (Collateralized Debt Obligations, CDO) jeden z filarów rozwoju swej strategii. Jednak wraz z nadejściem kryzysu subprime, rynek CDO stracił płynność i doszło do obniżenia wartości portfeli Calyonu. Oznaczało to dla Crédit Agricole łączną stratę prawie 2 miliardów euro. Spowodowało to dymisję Marca Litzlera w kwietniu 2008. Jego następcą został Patrick Valroff, dyrektor generalny Sofinco. Nowy dyrektor zlikwidował 500 miejsc pracy w Calyonie. Zaprzestał też rentownych, ale ryzykownych działań związanych z derywatami kredytowymi i akcjami. Crédit Agricole, w przeciwieństwie do Société Générale i BNP Paribas, odpowiednio, pierwszego i drugiego gracza bankowego na rynku derywatów akcji na świecie, nie udało się trwale zaznaczyć w tej linii biznesowej.
Aby stawić czoła kryzysowi subprime, Crédit Agricole zmuszony był odstąpić, w styczniu 2008, swój udział w spółce Suez za 1,3 mld euro oraz zwiększyć, w maju 2008, wysokość kapitału do 5,9 mld euro, co miało zastosowanie również w przypadku kas regionalnych w celu spełnienia wymagań regulacyjnych Bazylei II. CA zmuszony był też rozpocząć program sprzedaży aktywów niestrategicznych za sumę 5 mld euro. Jeśli chodzi o zwiększenie kapitału, zdania były podzielone. Dyrektor Generalny Georges Pauget i Prezes Zarządu René Carron zostali zaatakowani przez część dyrektorów kas regionalnych (w szczególności przez Jeana-Paula Chiffleta, szefa drugiej pod względem wielkości Kasy Crédit Agricole, Kasy Centralno-Wschodniej), którzy zarzucali Crédit Agicole SA straty w związku działalnością na rynku subprime. Ponadto Crédit Agricole zrezygnował z planowanej akwizycji Banca Della Marche za 1,7 mld euro. Miał też czas do maja 2009 na zwiększenie aktywów w Banintera z 19,53% do 29,99%.
Walne zgromadzenie Crédit Agricole SA, które miało miejsce 21 maja 2008 stało się okazją dla akcjonariuszy i pracowników do wyrażenia swego niezadowolenia w związku ze stratami w wyniku kryzysu subprime. Przedstawicielka pracowników kas regionalnych (będących większościowymi akcjonariuszami Crédit Agricole) zapytała dyrekcję banku czy Crédit Agricole, oddalając się od korzeni firmy, nie uległo „genetycznej modyfikacji”. W podobnym, ironicznym tonie, wypowiedział się jeden z akcjonariuszy indywidualnych, przypominając hasło reklamowe Crédit Agricole „rozsądne rozwiązania w zasięgu ręki” (fr. le bon sens près de chez vous), zyskując tym samym aplauz uczestników.
Pod presją kas regionalnych, dyrektor generalny Georges Pauget, po dokonaniu zwiększenia kapitału o 5,9 mld euro, przekazał część swych obowiązków dwóm delegowanym dyrektorom generalnym, Jacques’owi Lenormandowi i Jeanowi-Frédéricowi de Leusse’owi.

## Działalność
- Nr 1 we Francji, z 28% udziałem we francuskim rynku (wraz z LCL).
- Nr 7 na świecie według magazynu The banker.
- Nr 2 na świecie pod względem przychodów i nr 10 pod względem zysków według magazynu Fortune.
- Nr 15 na świecie według zestawienia Forbesa.

Liczne przejęcia umożliwiły Crédit Agricole zachowanie pozycji lidera bankowości detalicznej we Francji, a także wzmocnienie jego pozycji w bankowości inwestycyjnej (Calyon) i rozwinięcie sieci oddziałów i spółek zagranicznych. Grupa działa również w sektorze ubezpieczeń (Predica, Pacifica) i zarządzania aktywami finansowymi (Crédit Agricole Asset Management). Kasy regionalne od niedawna działają też na rynku nieruchomości za pośrednictwem marki Square Habitat.

### Dane finansowe (Grupa i CA SA)
| Lata                                                    | 2003   | 2004           | 2005                                   | 2006    | 2007    |
| ------------------------------------------------------- | ------ | -------------- | -------------------------------------- | ------- | ------- |
| Przychody z działalności bankowej                       | 12 720 | 12 513 (+1,6%) | 13 693 (+13,1%)                        | 16 187  | 16 768  |
| Wynik netto grupy pomniejszony o udziały mniejszościowe | 1140   | 2203 (+93,2%)  | 3891 (+76,6%)                          | 4920    | 4044    |
| Kapitał własny                                          | 23 600 | 24 940 (+5,6%) | 30 682 (+23%)                          | 38 452  | 40 691  |
| Zwrot z kapitału własnego                               | –      | –              | 15,8%                                  | 17,0%   | –       |
| Zobowiązania finansowe                                  | –      | –              | –                                      | –       | –       |
| Zatrudnienie                                            | –      | –              | 134 327 w tym 5300 nowo zatrudnionych. | 157 000 | 162 000 |

### Dane z działalności giełdowej
Certyfikaty inwestycyjne poszczególnych kas regionalnych oraz akcje stojącej na czele grupy, CA SA, notowane są na paryskiej giełdzie:
- ACA wchodzi w skład CAC 40
- Kod ISIN = FR0000045072
- Wartość nominalna = euro
- Liczba akcji po zwiększeniu kapitału w czerwcu 2007: 2 226 342 496.
- Kapitalizacja, stan na 1 stycznia 2005: 32 700 mln euro.
- ACA wchodzi też w skład następujących indeksów giełdowych: Dow Jones Euro Stoxx 50, SBF 120, Euronext 100, ASPI Eurozone oraz FTSE4Good

Niektóre obszary działalności Crédit Agricole posiadają certyfikaty zaświadczające o przestrzeganiu normy ISO 14001 od 2007 r.
W 2006 r., Crédit Agricole wypłacił swemu dyrektorowi generalnemu wynagrodzenie w łącznej wysokości 1 742 030 euro (+ opcje na akcje), przez co firmie nie udało się zdobyć tytułu „solidarna firma”.

## Struktura organizacyjna
Struktura Crédit Agricole jest trójpoziomowa: kasy lokalne, kasy regionalne (wraz z ich placówkami i udziałami) CA SA (oraz jej spółki).
Ze względu na złożoną strukturę, Crédit Agricole nie cieszy się tak dobrą pozycją giełdową jak jego bezpośredni konkurenci, BNP Paribas i Société Générale: 54% akcji Crédit Agricole SA znajduje się w posiadaniu kas regionalnych. CA SA posiada natomiast 25% akcji bez prawa głosu w Kasach regionalnych. Kasy regionalne są zatem właścicielem Crédit Agricole, który otrzymuje 25% dywidendy od każdej kasy regionalnej; powoduje to ciągłą, wewnętrzną wymianę zdań między właścicielami firmy a centralą, z czego ta ostatnia nabiera na znaczeniu z uwagi na rozwój obszarów wykraczających poza ramy działalności kas regionalnych. Tego rodzaju spółdzielczy system właściwy jest dla Europy kontynentalnej, rzadziej występuje w Wielkiej Brytanii i jest prawie nieobecny w Stanach Zjednoczonych Ameryki. Inwestorzy instytucjonalni wymienionych krajów wahają się z inwestycją w tego rodzaju strukturę, skłaniając się raczej ku spółkom o bardziej przejrzystych i płynniejszych akcjach.
Z punktu widzenia Crédit Agricole SA, korzystniejsze wydają są mniejsze kasy regionalne: im większa kasa, tym większe prawdopodobieństwo zablokowania procesu decyzyjnego i sparaliżowania funkcjonowania całej struktury. Kasa regionalna Île-de-France (CADIF) sprzeciwiała się debiutowi giełdowemu w 2001 (przywiązanie do zasad spółdzielczości) oraz zakupowi Crédit Lyonnais w 2003 (odmowa fuzji z jednym z głównych konkurentów w okręgu Île-de-France). Z kolei Crédit Agricole SA sprzeciwił się pomysłowi fuzji czterech bretońskich kas regionalnych (Côtes d’Armor, Finistère, Ille-et-Vilaine, Morbihan), by nie mieć do czynienia ze zbyt potężną kasą regionalną.

### Kasy lokalne
2559 (na rok 2009) kas lokalnych tworzy fundament Crédit Agricole.
Kasy lokalne znajdują się w posiadaniu większości udziałów Kas regionalnych. Ponad 6 milionów udziałowców wybiera 32 455 zarządców.

### Kasy regionalne i Krajowa Federacja Kredytu Rolnego (FNCA)
Kasy regionalne to spółdzielnie będące zarazem klasycznymi bankami, oferujące swym klientom dużą gamę produktów i usług finansowych. Kasy regionalne posiadają ok. 7200 placówek oraz 10 000 znajdujących się w sklepach tzw. „zielonych punktów” oferujących najpopularniejsze usługi bankowe. W wyniku połączenia kas regionalnych, od 1988 r. ich liczba zmalała z 94 do 39 (czerwiec 2007).
| Kasa                                         | Departament | Strona www                             |
| -------------------------------------------- | --- | -------------------------------------- |
| Alpes Provence                               | Bouches-du-Rhône, Hautes Alpes et Vaucluse                                                                               | ca-alpesprovence.fr                    |
| Bas-Rhin, Haut-Rhin, Vosges                  | alsace-enligne.credit-agricole.fr                                                                                        |                                        |
| Aquitaine                                    | Żyronda, Landy et Lot i Garonna                                                                                          | ca-aquitaine.fr                        |
| Seine-et-Marne, Picardie, Oise               | ca-briepicardie.fr |                                        |
| Atlantique-Vendée                            | Loire Atlantique, Vendée                                                                                                 | ca-atlantique-vendee.fr                |
| Maine-et-Loire, Mayenne, Sarthe              | ca-anjou-maine.fr |                                        |
| Centre Est                                   | Ain, Rhône, Saône et Loire                                                                                               | ca-centrest.fr                         |
| Allier, Cantal, Corrèze, Creuse, Puy-de-Dôme | ca-centrefrance.fr |                                        |
| Centre Loire                                 | Cher, Loiret, Nièvre | ca-centreloire.fr                      |
| Indre, Haute-Vienne                          | ca-centreouest.fr |                                        |
| Champagne Bourgogne                          | Aube, Côte-d’Or, Haute-Marne, Yonne                                                                                      | ca-cb.fr                               |
| Charente-Maritime, Deux-Sèvres               | ca-cmds.fr |                                        |
| Charente Périgord                            | Charente, Dordogne | ca-charente-perigord.fr                |
| Corse du sud, Haute-Corse                    | ca-corse.fr |                                        |
| Côtes d’Armor                                | Côtes d’Armor | ca-cotesdarmor.fr                      |
| Finistère                                    | ca-finistere.fr |                                        |
| Franche Comté                                | Doubs (25 Besançon) – Jura (39 Lons Le Saunier) – Haute Saône (70 Vesoul) – Territoire de Belfort (90 – Belfort)         | ca-franchecomte.fr                     |
|                                              | ca-guadeloupe.fr |                                        |
| Ile de France                                | Essonne, Hauts de Seine, Paris, Seine-Saint-Denis, Val-de-Marne, Val-d’Oise, Yvelines                                    | paris-enligne.credit-agricole.fr       |
| Ille-et-Vilaine                              | ca-illeetvilaine.fr |                                        |
| Languedoc                                    | Aude, Gard, Hérault, Lozère                                                                                              | ca-languedoc.fr                        |
| Loire, Haute-Loire                           | ca-loirehauteloire.fr |                                        |
| Lorraine                                     | Meurthe et Moselle, Meuse, Moselle                                                                                       | ca-lorraine.fr                         |
|                                              | ca-martinique.fr |                                        |
| Morbihan                                     | Morbihan | sca-morbihan.fr                        |
| Nord, Pas-de-Calais                          | ca-norddefrance.fr |                                        |
| Nord-Est                                     | Ardennes, Aisne, Marne                                                                                                   | nord-est-enligne.credit-agricole.fr    |
| Aveyron, Lot, Tarn, Tarn & Garonne           | site |                                        |
| Normandie                                    | Calvados, Manche, Orne                                                                                                   | ca-normandie.fr                        |
| Seine-Maritime, Eure                         | ca-normandie-seine.fr |                                        |
| Provence Côte d’Azur                         | Alpes de Haute-Provence, Alpes Maritimes, Var                                                                            | ca-pca.fr                              |
| Gers, Hautes Pyrénées, Pyrénées Atlantiques  | lefil.com - portal informacyjny. netvibes.com. [zarchiwizowane z tego adresu (2009-08-18)]. - blog dyrektora generalnego |                                        |
| Réunion                                      | | ca-reunion.fr                          |
| Savoie et Haute Savoie                       | ca-des-savoie.fr |                                        |
| Sud Méditerranée                             | Ariège, Pyrénées Orientales                                                                                              | ca-sudmed.fr                           |
| Drôme, Ardèche, Isère                        | site |                                        |
| Toulouse et Midi Toulousain                  | Haute-Garonne | ca-toulousain.fr                       |
| Vienne, Indre et Loire                       | ca-tourainepoitou.fr |                                        |
| Val de France                                | Loir-et-Cher, Eure-et-Loir                                                                                               | valdefrance-enligne.credit-agricole.fr |

17 Kas regionalnych wchodzi na rynek finansowy za pośrednictwem Spółdzielczych Certyfikatów Inwestycyjnych (fr. Certificats Coopératifs d’Investissement) notowanych na rynku wtórnym. Pierwsza kasa weszła na parkiet w 1998. Jako ostatnia dołączyła kasa regionalna Alpes Provence (grudzień 1998).
Krajowa Federacja Kredytu Rolnego
Krajowa Federacja Kredytu Rolnego (FNCA) spełnia rolę instancji opiniodawczo-przedstawicielskiej kas regionalnych. FNCA pełni też funkcję izby zawodowej. Dokonuje podsumowania spraw „z terenu”, może występować z inicjatywą (propozycje) i wyznaczać kierunki działania.
Reprezentuje kasy regionalne i całą grupę w kontaktach z władzami państwowymi, z rolniczymi organizacjami zawodowymi oraz instytucjami ze środowiska spółdzielczego.
Federacja wspiera Kasy regionalne, głównie w dziedzinie doskonalenia zawodowego i zarządzania zasobami ludzkimi.
Kierownictwo Krajowej Ferderacji Crédit Agricole (2009):
- Jean-Marie Sander, Prezes Krajowej Federacji Crédit Agricole,
- Jean-Paul Chifflet, Sekretarz Generalny Krajowej Federacji Crédit Agricole,
- Joseph d’Auzay, Dyrektor Generalny Krajowej Federacji Crédit Agricole.

## Crédit Agricole SA
Kierownictwo Crédit Agricole SA
- CEO: Philippe Brassac
- Dyrektor Generalny: Jean-Paul Chifflet(inne języki)

Zarząd
Składa się z członków wybranych przez walne zgromadzenie, z przedstawicieli organizacji zawodowych, z członków wybranych przez pracowników, z cenzora i przedstawiciela komitetu przedsiębiorstwa.
Analiza strategiczna
W okresie od 2001 do 2005 r. przychody z działalności bankowej, zysk i kapitalizacja wzrosły ponaddwukrotnie, głównie dzięki akwizycjom (Sofinco, Finaref, LCL). Obecnie, grupa planuje rozwój zagraniczny; jej celem jest zwiększenie przychodów z międzynarodowej działalności bankowej z 35% do 50%. Na ten cel grupa zamierza przeznaczyć 5 mld euro. W 2005 r. grupa dokonała też kilku profilowanych akwizycji w Serbii, Portugalii, Czechach i we Włoszech (Nextra).

## Crédit Agricole na świecie

### Europa
- Bankoa(inne języki) (bank regionalny, ok. 40 placówek, obecny głównie w baskijskich prowincjach, nazwa oznacza « Bank » w języku baskijskim), akwizycja w 1997 r., Bankinter (20% udziałów w 5. banku hiszpańskim, listopad 2007 r.). Akwizycji Bankoa dokonała kasa regionalna okręgu Pyrénées-Gascogne, przy 5% udziale Crédit Agricole SA. Dyrektorem Generalnym wspomnianej kasy był wówczas Georges Pauget, obecny dyrektor generalny Crédit Agricole SA.
- Cariparma: W wyniku fuzji Banca Intesa (w którym Crédit Agricole posiada 18% udziałów) z San Paolo IMI, Crédit Agricole nabywł dwie sieci Banca Intesa w zamian za wyrażenie zgody na fuzję. Crédit Agricole staje na czele Cariparmy (311 placówek) oraz Friuladrii (150 placówek), a także 193 placówek przejętych od Banca Intesa. Mimo że nowy nabytek charakteryzuje się małym udziałem w rynku (2–3%), przejęcie 654 placówek we Włoszech jest największą międzynarodową akwizycją dokonaną przez grupę, za sumę 6 mld euro. Dla porównania, BNL, spółka BNP Paribas, posiada 10% włoskiego rynku.
- Crédit Agricole Belgique: Crédit Agricole dokonało zakupu 50% udziałów w Crédit Agricole Belgique w 2003. Późniejsze akwizycje umożliwią grupie wzmocnienie fundamentów finansowych (Europabank w 2004) i potwierdzenie pozycji lidera na rynku operacji finansowych w Belgii (Keytrade w 2007).
- Emporiki(inne języki): W sierpniu 2006, Crédit Agricole przejęło 72% akcji Emporiki (trzeciego pod względem liczby placówek i piątego pod względem wartości aktywów banku w Grecji) za sumę 2 mld euro. Ówcześnie był to największy zagraniczny nabytek grupy. Warto zauważyć, że rozmiar Emporiki nie przekracza największej kasy regionalnej Crédit Agricole, Kasy okręgu Île-de-France.
- Index Bank: 186 placówek i 210 000 klientów na Ukrainie. Kwota akwizycji: 220 mln euro, sierpień 2006.
- Meridian Bank: dołącza do grupy Crédit Agricole w kwietniu 2005. Crédit Agricole dokonuje zakupu 71% akcji za sumę 34 mln euro.

#### Polska

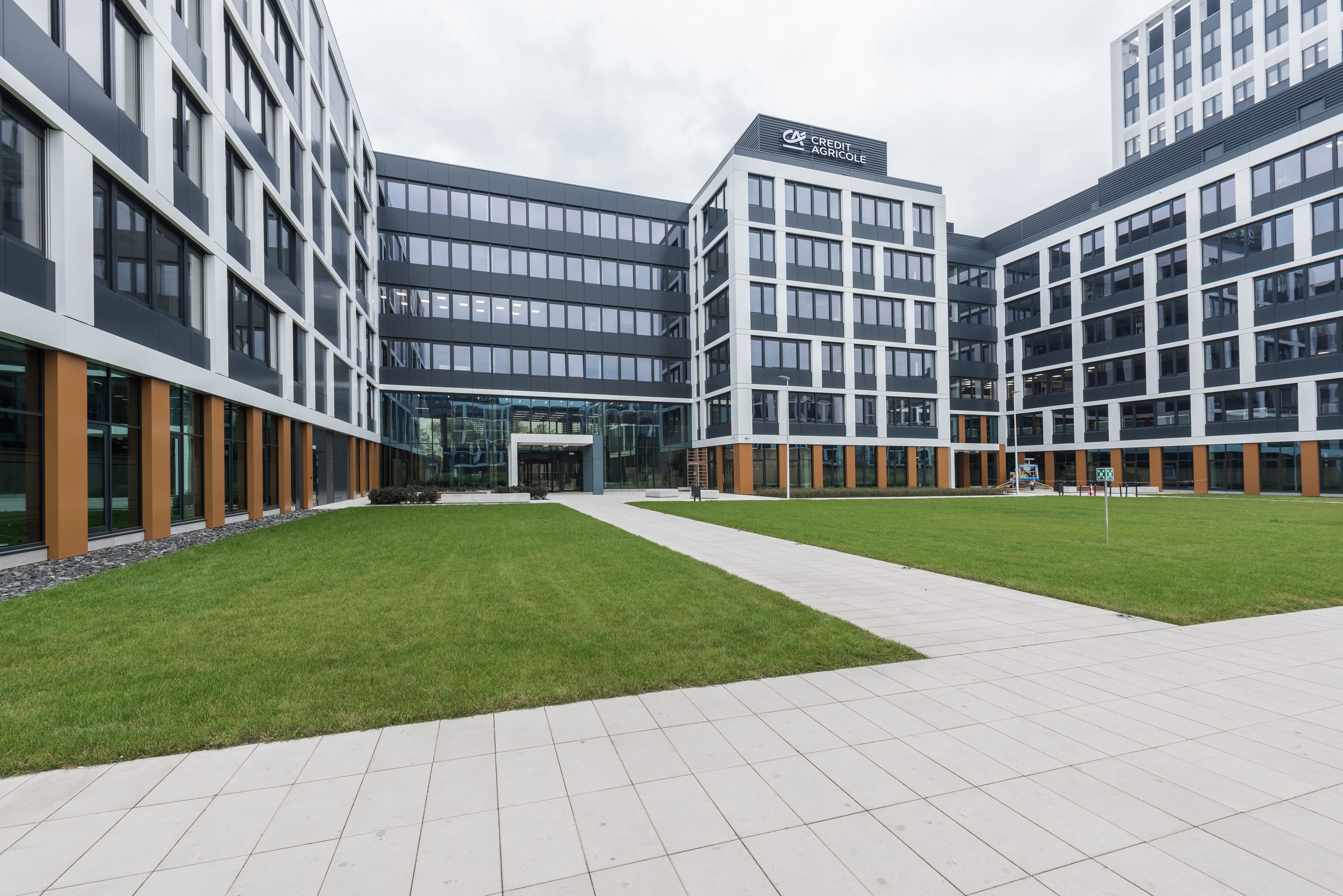
Centrala Credit Agricole Bank Polska we Wrocławiu

- W Polsce bank jest właścicielem Credit Agricole Bank Polska, Europejskiego Funduszu Leasingowego, Carefleet, EFL Finance, Eurofactor, EFL Service, Credit Agricole Towarzystwo Ubezpieczeń, Amundi Asset Management.

### Afryka
- Placówka bankowa Crédit Agricole w Le Tampon na wyspie Reunion.
- Crédit du Maroc: Crédit Agricole posiada 52,64% akcji w Crédit du Maroc, dawnej spółce LCL.
- CA Egypt: zakupa za sumę 421,4 mln euro w lutym 2006: Crédit Agricole obejmuje w posiadanie 75% akcji, a jego egipski partner El Mansour & El Maghraby Investment – 25%. CA Egypt posiada trzecią pod względem wielkości prywatną sieć z 2% udziałem w egipskim rynku.
- Société Ivoirienne de Banque: Crédit Agricole posiada 51% udziałów, pozostała część należy do Państwa. SIB jest jednym z 4 dużych banków w Wybrzeżu Kości Słoniowej, obok BICICI (spółka BNP Paribas), SGBCI (Société Générale) oraz BIAO.

### Ameryka Południowa
- Crédit Uruguay Banco: czwarty niepaństwowy bank w Urugwaju, 11% udział w rynku. Należący w 100% do Crédit Agricole Crédit Uruguay Banco; powstał z połączenia Banca Acac i Banco Sudameris.

## Udziały
- Sofinco(inne języki) (Francja)
- Finaref(inne języki) (Francja)
- LCL (Francja)
- Nextra (Włochy)
- Banca Intesa San Paolo (Włochy) 4,9%
- Emporiki(inne języki) (Grecja), 72%
- Crédit agricole Leasing (Francja – Hiszpania)
- Eurofactor(inne języki) (Europa)